# Images - The Best of Jean Michel Jarre
Images: The Best of Jean Michel Jarre (más conocido como Images) es el segundo álbum recopilatorio de éxitos de Jean-Michel Jarre. Incluye canciones de toda su carrera hasta ese momento de los álbumes Oxygène, Équinoxe, Les Chants magnétiques, Les Concerts en Chine, Rendez-vous, Zoolook, Revolutions y En attendant Cousteau. También incluye tres temas inéditos. Fue presentado en el concierto París - La Defénse en el que se estimó una asistencia de más de 2 millones de espectadores.

## Detalles del álbum
Jarre en este álbum (su segundo recopilatorio, el primero fue "The Essential"), tomó sus mejores obras desde su álbum maestro, Oxygène; hasta el fallido concierto "Eclipse" de Ciudad de México, programado para el 11 de julio de 1991, pero que nunca se pudo realizar debido, según el grupo, al hundimiento de uno de los barcos que llevaba la escenografía especial para tal evento, aunque han trascendido que su cancelación fue debido a la poca seguridad logística que ofrecía el aparato estatal, la poca rentabilidad que acusaban los patrocinadores y el rechazo de los músicos y artistas mexicanos a este concierto. De los recopilados, algunos sufrieron modificaciones para adaptarlo a los nuevos tiempos y otros para dar secuencia al álbum. Por ejemplo, los temas "Magnetic Fields 2" y "Equinoxe 4" fueron completamente renovados con sonidos más actuales; mientras que algunos singles como "Rendez-Vouz 4" o "Computer Week-end" sufrieron solo unas cuantas variaciones de duración; finalmente, el tema "Orient Express" antes se había grabado solo su versión en vivo (en el álbum Les Concerts en Chine) por lo que su novedad fue ser grabada en estudio por primera vez. De entre las nuevas creaciones, están "Moon Machine", "Globetrotter" y "Eldorado": el primero fue creado como sencillo en 1984; mientras los dos últimas fueron compuestas para el Concierto ya mencionado.
Este álbum tiene tres versiones: una Internacional, una exclusiva para Francia, y una Internacional Remasterizado. Las primeras fueron creadas en paralelo el año 91, mientras que el tercero se realizó el año 1997. En cuanto a los primeros, la diferencia entre ambos es la octava pieza, la versión internacional incluye la pieza "London Kid" (original del disco Revolutions) y la francesa trae consigo el tema "Zoolookologie" (original del álbum Zoolook). En cuanto al tercero, se agregan dos temas más, "Blah-Blah Cafe" y "Wooloomooloo" (todos del CD "Zoolook") y "Zoolookologie" (que estaba solo en la versión francesa) , pasando a tener en total 20 singles.

## Listado
Los temas varían según el formato, la edición y la versión:

### Primera edición (1991)
La primera edición, como ya se mencionó, tuvo dos versiones: una internacional y otra francesa. En la Internacional se vendieron en los tres formatos vigentes: LP, CS y CD. La distribución (a diferencia de sus álbumes anteriores) es distinta en unos y otros.
La versión francesa, en cambio, solo se distribuyó en formato CD.

#### Versión Internacional (LP, CS)
| Lado A |                                                  |        |                                  |          |  |
| N.º    | Título                                           | Música | Álbum original                   | Duración |  |
| 1.     | «Oxygene, part 4»                                | Jarre  | Oxygène                          | 3:09     |  |
| 2.     | «Equinoxe, part 5»                               | Jarre  | Équinoxe                         | 3:21     |  |
| 3.     | «Les Chants Magnetiques, part 2» (nueva versión) | Jarre  | Les Chants magnétiques           | 3:56     |  |
| 4.     | «Oxygene, part 2»                                | Jarre  | Oxygène                          | 3:11     |  |
| 5.     | «Computer Weekend» (nueva versión)               | Jarre  | Revolutions                      | 3:36     |  |
| 6.     | «Equinoxe, part 4» (nueva versión)               | Jarre  | Équinoxe                         | 3:12     |  |
| 7.     | «Band in the Rain» («Equinoxe, part 8.a»)        | Jarre  | Équinoxe / Les Concerts en Chine | 1:28     |  |
| 8.     | «Second Rendez-vous»                             | Jarre  | Rendez-vous                      | 8:47     |  |
| 30:41  |                                                  |        |                                  |          |  |

| Lado B |                                    |                |                            |          |  |
| N.º    | Título                             | Música         | Álbum original             | Duración |  |
| 1.     | «Ethnicolor, part 1»               | Jarre          | Zoolook                    | 3:42     |  |
| 2.     | «London Kid»                       | Jarre / Marvin | Revolutions                | 3:45     |  |
| 3.     | «Orient Express» (versión estudio) | Jarre          | Les Concerts en Chine      | 3:25     |  |
| 4.     | «Calypso, part 1»                  | Jarre          | En attendant Cousteau      | 2:58     |  |
| 5.     | «Calypso, part 3 [Fin De Siècle]»  | Jarre          | En attendant Cousteau      | 3:42     |  |
| 6.     | «Fourth Rendez-vous»               | Jarre          | Rendez-vous                | 3:22     |  |
| 7.     | «Moon Machine» (rareza)            | Jarre          | Fourth Rendez-vous 12-inch | 2:59     |  |
| 8.     | «Eldorado»                         | Jarre          | (tema nuevo)               | 3:39     |  |
| 9.     | «Globetrotter»                     | Jarre          | (tema nuevo)               | 3:29     |  |
| 31:01  |                                    |                |                            |          |  |

#### Versión Internacional (CD)
| N.º   | Título                                           | Música         | Álbum original                   | Duración |  |
| 1.    | «Oxygene, part 4»                                | Jarre          | Oxygène                          | 3:09     |  |
| 2.    | «Equinoxe, part 5»                               | Jarre          | Équinoxe                         | 3:21     |  |
| 3.    | «Les Chants Magnetiques, part 2» (nueva versión) | Jarre          | Les Chants magnétiques           | 3:56     |  |
| 4.    | «Oxygene, part 2»                                | Jarre          | Oxygène                          | 3:11     |  |
| 5.    | «Computer Weekend» (nueva versión)               | Jarre          | Revolutions                      | 3:36     |  |
| 6.    | «Equinoxe, part 4» (nueva versión)               | Jarre          | Équinoxe                         | 3:12     |  |
| 7.    | «Ethnicolor, part 1»                             | Jarre          | Zoolook                          | 3:42     |  |
| 8.    | «London Kid»                                     | Jarre / Marvin | Revolutions                      | 3:45     |  |
| 9.    | «Band in the Rain» («Equinoxe, part 8.a»)        | Jarre          | Équinoxe / Les Concerts en Chine | 1:28     |  |
| 10.   | «Orient Express» (versión estudio)               | Jarre          | Les Concerts en Chine            | 3:25     |  |
| 11.   | «Calypso, part 1»                                | Jarre          | En attendant Cousteau            | 2:58     |  |
| 12.   | «Calypso, part 3 [Fin De Siècle]»                | Jarre          | En attendant Cousteau            | 3:42     |  |
| 13.   | «Fourth Rendez-vous»                             | Jarre          | Rendez-vous                      | 3:22     |  |
| 14.   | «Moon Machine» (rareza)                          | Jarre          | Fourth Rendez-vous 12-inch       | 2:59     |  |
| 15.   | «Eldorado»                                       | Jarre          | (tema nuevo)                     | 3:39     |  |
| 16.   | «Globetrotter»                                   | Jarre          | (tema nuevo)                     | 3:29     |  |
| 17.   | «Second Rendez-vous»                             | Jarre          | Rendez-vous                      | 8:47     |  |
| 61:41 |                                                  |                |                                  |          |  |

#### Versión francesa
La distribución es la misma que en el formato CD de la versión internacional, solamente que se sustituye «London Kid» por «Zoolookologie» y «Band in the Rain» (conocida como «L'Orchestre Sous La Pluie») tiene distinta duración
| N.º   | Título                                             | Música | Álbum original                   | Duración |  |
| 8.    | «Zoolookologie»                                    | Jarre  | Zoolook                          | 3:41     |  |
| 9.    | «L'Orchestre Sous La Pluie» («Equinoxe, part 8.a») | Jarre  | Équinoxe / Les Concerts en Chine | 1:29     |  |
| 61:38 |                                                    |        |                                  |          |  |

### Segunda edición (1997)
La edición remasterizada solo salió en formato CD.
| Versión Remasterizada de 1997 |                                                  |                |                                  |          |  |
| N.º                           | Título                                           | Música         | Álbum original                   | Duración |  |
| 1.                            | «Oxygene, part 4»                                | Jarre          | Oxygène                          | 3:09     |  |
| 2.                            | «Equinoxe, part 5»                               | Jarre          | Équinoxe                         | 3:21     |  |
| 3.                            | «Les Chants Magnetiques, part 2» (nueva versión) | Jarre          | Les Chants magnétiques           | 3:56     |  |
| 4.                            | «Oxygene, part 2»                                | Jarre          | Oxygène                          | 3:11     |  |
| 5.                            | «Computer Weekend» (nueva versión)               | Jarre          | Revolutions                      | 3:36     |  |
| 6.                            | «Equinoxe, part 4» (nueva versión)               | Jarre          | Équinoxe                         | 3:12     |  |
| 7.                            | «Ethnicolor, part 1»                             | Jarre          | Zoolook                          | 3:42     |  |
| 8.                            | «Band in the Rain» («Equinoxe, part 8.a»)        | Jarre          | Équinoxe / Les Concerts en Chine | 1:30     |  |
| 9.                            | «Orient Express» (versión estudio)               | Jarre          | Les Concerts en Chine            | 3:25     |  |
| 10.                           | «Calypso, part 1»                                | Jarre          | En attendant Cousteau            | 2:58     |  |
| 11.                           | «Calypso, part 3 [Fin De Siècle]»                | Jarre          | En attendant Cousteau            | 3:42     |  |
| 12.                           | «Fourth Rendez-vous»                             | Jarre          | Rendez-vous                      | 3:22     |  |
| 13.                           | «Moon Machine» (rareza)                          | Jarre          | Fourth Rendez-vous 12-inch       | 2:59     |  |
| 14.                           | «Eldorado»                                       | Jarre          | (tema nuevo)                     | 3:39     |  |
| 15.                           | «Globetrotter»                                   | Jarre          | (tema nuevo)                     | 3:29     |  |
| 16.                           | «Wooloomooloo»                                   | Jarre          | Zoolook                          | 3:18     |  |
| 17.                           | «Blah-Blah Cafe»                                 | Jarre          | Zoolook                          | 3:21     |  |
| 18.                           | «London Kid»                                     | Jarre / Marvin | Revolutions                      | 3:45     |  |
| 19.                           | «Zoolookologie»                                  | Jarre          | Zoolook                          | 3:41     |  |
| 20.                           | «Second Rendez-vous»                             | Jarre          | Rendez-vous                      | 8:47     |  |
| 72:03                         |                                                  |                |                                  |          |  |

## Otras versiones
| Tema     | Album / Concierto            | Año       | Nombre alternativo | Observaciones                                                            |
| -------- | ---------------------------- | --------- | ------------------ | ------------------------------------------------------------------------ |
| Eldorado | Legends of the Lost City     | 1992      |                    | Versión extendida, la que finalmente sería la definitiva para este tema. |
| Eldorado | Concert pour la Tolérance    | 1995      |                    |                                                                          |
| Eldorado | Nuit Électronique            | 1998      | UNESCO theme Japan |                                                                          |
| Eldorado | The Twelve Dreams of the Sun | 1999-2000 |                    |                                                                          |
| Eldorado | Water for Life               | 2006      | UNESCO Theme       |                                                                          |

| Tema     | Artista                       | Album                           | Año  | Nombre alternativo | Observaciones                                               |
| -------- | ----------------------------- | ------------------------------- | ---- | ------------------ | ----------------------------------------------------------- |
| Eldorado | Orquesta Filarmónica de Praga | The Symphonic Jean-Michel Jarre | 2006 |                    | Versión sinfónica. Se basó en la versión original del tema. |